# Berliner Elektrische Straßenbahnen
Die Berliner Elektrische Straßenbahnen Aktien-Gesellschaft (kurz: BESTAG) war ein zwischen 1899 und 1920 bestehender Betreiber von elektrischen Straßenbahnen, der aus den von Siemens & Halske betriebenen Elektrischen Straßenbahnen in Berlin hervorging. Im Volksmund wurde sie daher als Siemensbahn bezeichnet. Die 1895 von Siemens & Halske eröffnete Straßenbahnstrecke zwischen Gesundbrunnen und Pankow war die erste elektrische Straßenbahn auf dem damaligen Gebiet Berlins. 1896 wurde eine zweite Strecke von der Friedrichstadt zum Gelände der Berliner Gewerbeausstellung im Treptower Park eröffnet. Bis 1916 kamen weitere Strecken nach Französisch-Buchholz und Rosenthal sowie die Verbindung von Pankower und Treptower Teilnetz durch den Lindentunnel hinzu. 1919 wandelte die Stadt Berlin, in deren mehrheitlichem Besitz sich die Aktien der Gesellschaft befanden, das Unternehmen in einen Kommunalbetrieb um; im Dezember 1920 folgte die Fusion mit der Großen Berliner Straßenbahn (GBS) und den Städtischen Straßenbahnen (SSB) zur Berliner Straßenbahn (BSt). Die von Pankow ausgehenden Strecken nach Buchholz und Rosenthal sind nach wie vor Bestandteil des Berliner Straßenbahnnetzes, die übrigen von der BESTAG erbauten und betriebenen Strecken hingegen stillgelegt.

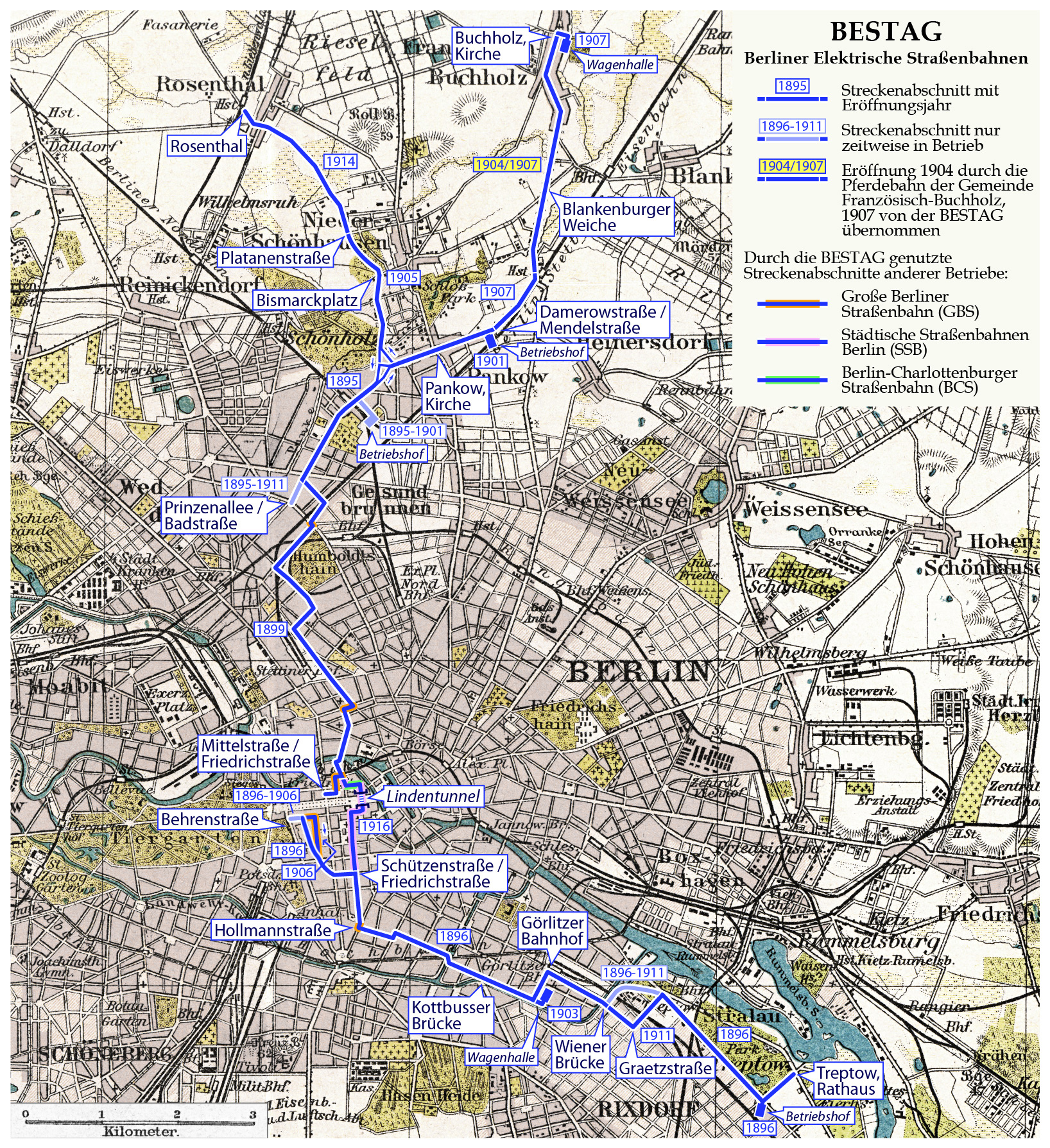
Streckennetz der BESTAG

## Geschichte

### Anfänge

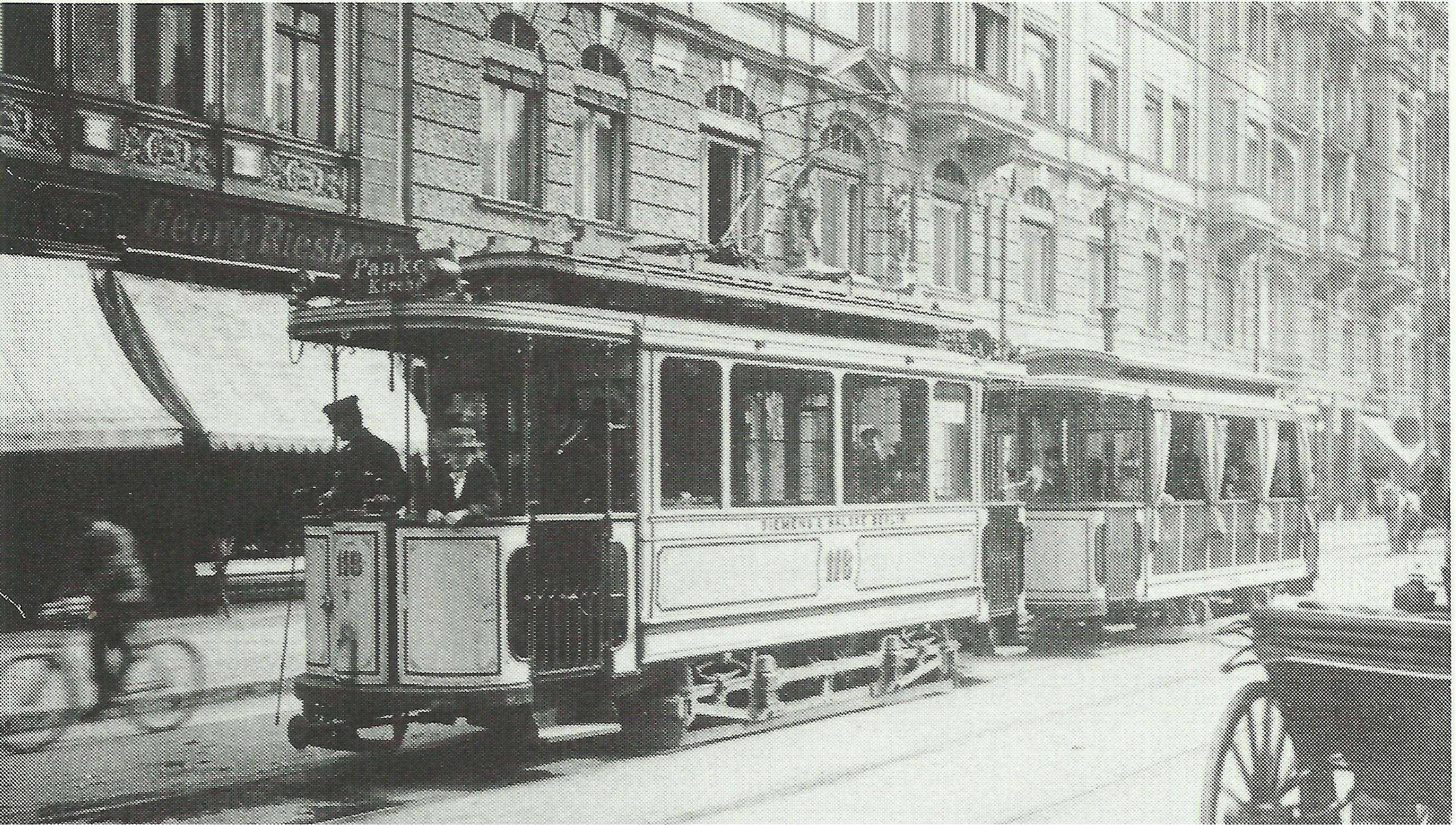
Triebwagen 118 und Beiwagen 228 noch mit der Eigentümerbezeichnung Siemens & Halske in der Prinz-Louis-Ferdinand-Straße, um 1900

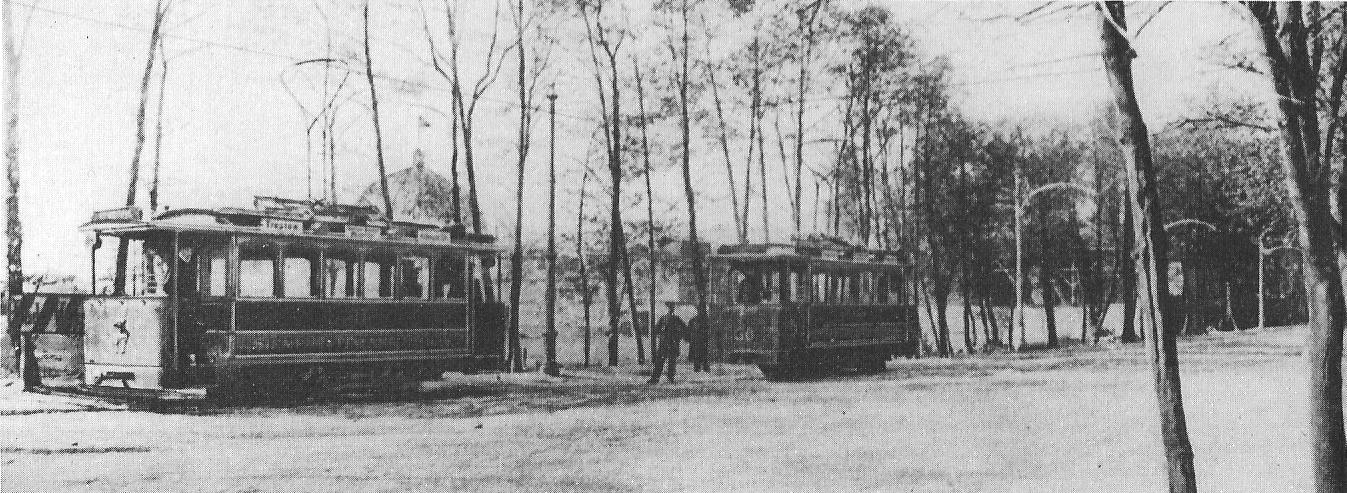
Triebwagen 17 und 30 des Treptower Betriebsteils in der Bulgarischen Straße, 1896

Anfang der 1890er Jahre bekundete die Landgemeinde Pankow, die seit 1874 über eine Pferdebahn der Großen Berliner Pferde-Eisenbahn (ab 1898: Große Berliner Straßenbahn [GBS]) mit Berlin verbunden war, ihr Interesse an einer Pferdebahnverbindung nach Gesundbrunnen. Ein Angebot des Unternehmens Siemens & Halske sah eine elektrische Bahn vor. Es kam daraufhin im April 1893 zum Vertragsabschluss zwischen beiden Seiten. Die Stadt Berlin stimmte dem Bau nach erstem Zögern im Mai 1894 zu. Während zu dieser Zeit bereits der Bau auf Pankower Seite begann, bestanden auf Berliner Seite immer noch Widerstände gegen die Errichtung der Oberleitungen; die erforderliche Zustimmung des Polizeipräsidenten wurde hierfür erst am 19. März 1895 erteilt und galt für 50 Jahre. Die Eröffnung dieser ersten elektrischen Berliner Straßenbahnlinie von der Kreuzung Prinzenallee Ecke Badstraße nach Pankow war am 10. September 1895. Die 3,35 Kilometer lange Strecke, von der 900 Meter in Berlin lagen, war weitgehend zweigleisig und führte von Gesundbrunnen aus über die Prinzenallee, Wollankstraße, Breite Straße und Damerowstraße zur Ecke Mendelstraße. Die Rückfahrt erfolgte wegen der engen Straßen von der Breiten Straße aus über die Spandauer Straße (heute Wilhelm-Kuhr-Straße) und Kreuzstraße zur Wollankstraße. Die Wagenfolge lag bei zehn Minuten. Zum Einsatz kamen an Werktagen Zahlkästen, sonntags wurde das Fahrgeld von Schaffnern erhoben. Den Fahrstrom bezogen die Fahrzeuge über einen Bügelstromabnehmer aus der Oberleitung – eine Technik, die der Siemens-Ingenieur Walter Reichel 1887 entwickelt hatte. Die GBS verwendete bei der Elektrifizierung ihres Streckennetzes hingegen Rollenstromabnehmer.
Die zweite Strecke entstand unabhängig zur Pankower Linie anlässlich der Gewerbeausstellung im Treptower Park, die Konzession wurde hierfür am 23. April 1896 erteilt. Bereits eine Woche zuvor ging der erste Abschnitt vom Görlitzer Bahnhof über Wiener Straße, Wiener Brücke, Lohmühlenstraße, Am Schlesischen Busch, Köpenicker Landstraße (heute Am Treptower Park) und Bulgarische Straße bis zur Ecke Neue Krugallee in Treptow in Betrieb. Die ursprünglich anvisierte Streckenführung über die Ritterstraße und Reichenberger Straße konnte nicht verwirklicht werden, da die GBS dort ebenfalls die Anlage einer elektrischen Bahn verwirklichte. Einen Monat später folgte die Verlängerung über Grünauer Straße (heute Ohlauer Straße), Kottbusser Ufer (heute Paul-Lincke-Ufer), Britzer Straße (heute Kohlfurter Straße), Wassertorplatz, Wassertorstraße, Alexandrinenstraße zur Hollmannstraße (heute nicht mehr vorhanden). Der darauf folgende Abschnitt bis zur geplanten Endstelle in der Behrenstraße musste aus ästhetischen Gründen mit einer Unterleitung versehen werden. Er wurde in zwei Etappen eröffnet. Zunächst ging es ab dem 13. Juli 1896 von der Hollmannstraße über die Lindenstraße, Markgrafenstraße, Schützenstraße zur Mauerstraße Ecke Leipziger Straße. Die weitere Strecke entlang der Mauerstraße und Behrenstraße vor bis zur Ecke Wilhelmstraße folgte mit Einführung des Winterfahrplans am 3. Oktober 1896. Die Wagen fuhren zunächst im Abstand von sechs Minuten, sonntags alle drei Minuten. Im Oktober 1896 wurde der Abstand von der Behrenstraße zum Görlitzer Bahnhof auf fünf Minuten geändert, zwischen Görlitzer Bahnhof und Treptow auf 15 Minuten.
| Verlauf                                                                                      | Wagen- folge | Länge (in km) |
| -------------------------------------------------------------------------------------------- | ------------ | ------------- |
| Pankow, Damerowstraße Ecke Mendelstraße – Pankow, Kirche – Mittelstraße Ecke Friedrichstraße | 10 min       | 6,2           |
| Pankow, Kirche – Mittelstraße Ecke Friedrichstraße                                           | 10 min       | 5,4           |
| Behrenstraße Ecke Wilhelmstraße – Görlitzer Bahnhof – Wiener Brücke – Treptow, Rathaus       | 10 min       | 9,3           |
| Behrenstraße Ecke Wilhelmstraße – Görlitzer Bahnhof – Wiener Brücke                          | 10 min       | 6,0           |

Zur Erhöhung der Wirtschaftlichkeit der Pankower Linie bemühte sich Siemens & Halske um eine Verlängerung in die Berliner Innenstadt. Die Konzession für die Verlängerung der Strecke bis zur Kreuzung Mittelstraße Ecke Friedrichstraße wurde am 12. April 1898 erteilt. Da die größeren Ausfallstraßen bereits von den Linien der Großen Berliner Straßenbahn bedient wurden, schlängelte sich die neue Strecke durch mehrere Nebenstraßen bis zum Endpunkt in der Dorotheenstadt. Von der Prinzenallee ging es über die Bellermannstraße, Grüntaler Straße, Badstraße, Hochstraße, Wiesenstraße, Hussitenstraße, Feldstraße, Gartenstraße, Elsässer Straße (heute Torstraße), Artilleriestraße (heute Tucholskystraße), Ebertbrücke, Prinz-Friedrich-Karl-Straße (heute Geschwister-Scholl-Straße), Georgenstraße, Prinz-Louis-Ferdinand-Straße (heute Planckstraße) und Charlottenstraße zur Mittelstraße. Die Inbetriebnahme erfolgte in drei Etappen. Am 20. Mai 1899 ging es bis zur Gartenstraße Ecke Elsässer Straße, am 21. Oktober 1899 bis zur Georgenstraße Ecke Prinz-Louis-Ferdinand-Straße und am 16. Dezember 1899 schließlich bis zur Mittelstraße Ecke Friedrichstraße. Der kurze Abschnitt zur Prinzenallee wurde bis zum 22. März 1902 von einer zweiten Linie und danach durch einen Pendelwagen bedient.

### Gründung der BESTAG und Netzausbau

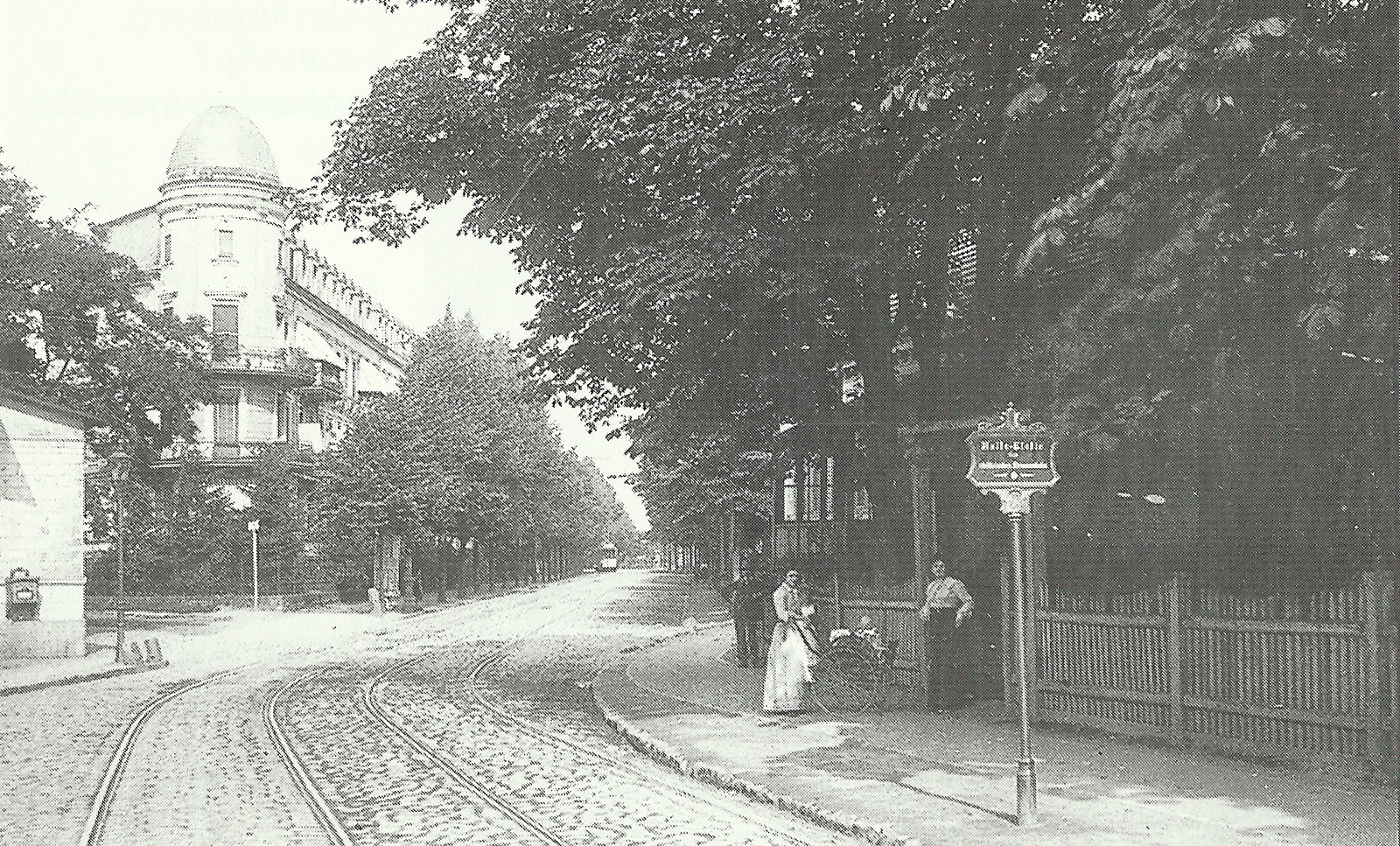
Haltestelle der BESTAG in der Damerowstraße, 1910

Die Berliner Elektrische Straßenbahnen AG wurde am 1. Juli 1899 gegründet, die beiden Linien gingen am 31. Juli 1899 in ihren Besitz über. Die Konzessionsübertragung erfolgte zum 20. Juni 1900. Die Übernahme der bereits betriebenen Strecken wurde rückwirkend zum 1. Juli 1899 festgelegt; die noch zu eröffnenden Strecken sollten zum Zeitpunkt der Betriebseröffnung in das Eigentum der BESTAG übergehen. Siemens & Halske selbst blieb noch bis 1911 Betriebsführer der beiden Linien.

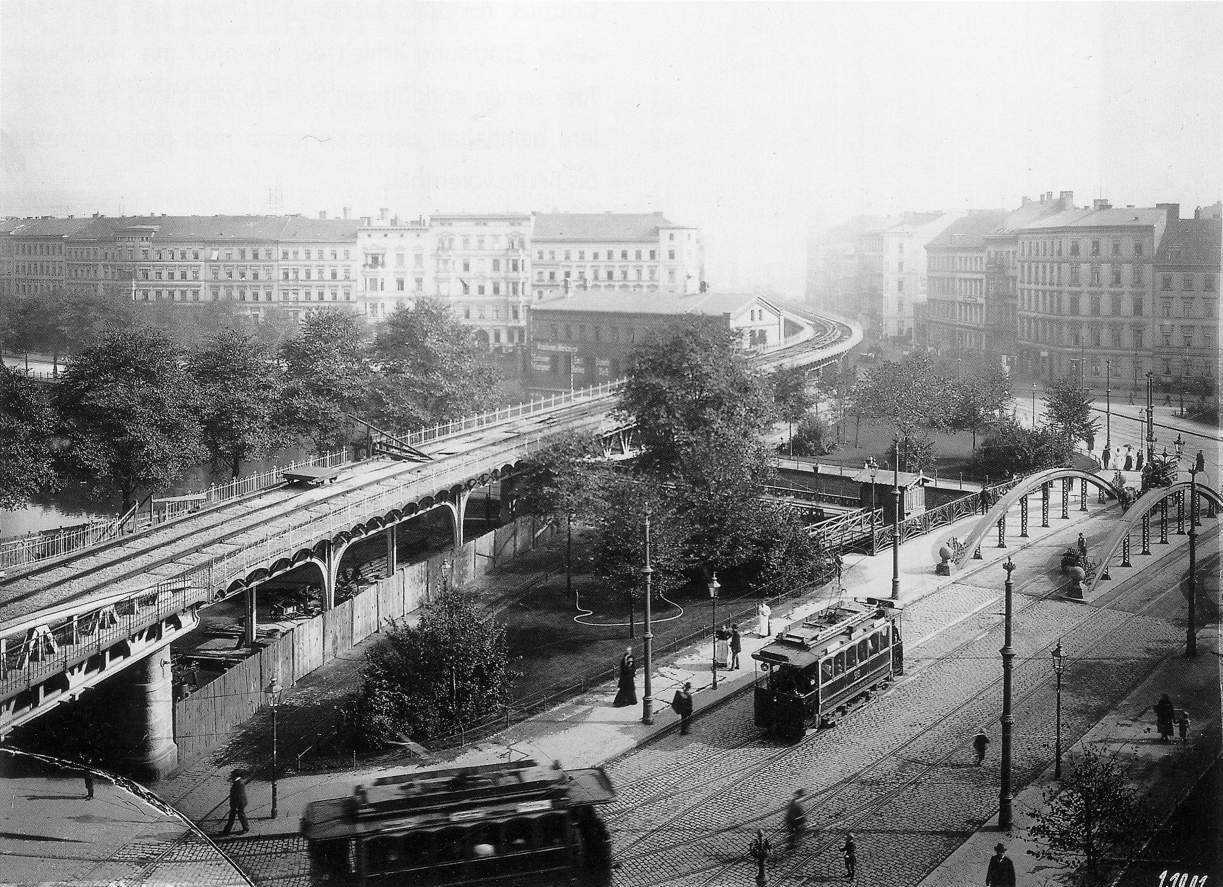
Zwei Triebwagen der BESTAG am Wassertorplatz, 1901

Im April 1900 wurde die Wagenfolge zwischen Behrenstraße und Wiener Brücke sowie zwischen Mittelstraße und Pankow, Kirche auf fünf Minuten verdichtet. Die darüber hinaus nach Treptow, Rathaus beziehungsweise Damerowstraße fahrenden Wagen verkehrten im Abstand von zehn Minuten. Zwischen 1902 und 1905 wurde die Wagenfolge zwischen Görlitzer Bahnhof und Treptow zeitweise auf 20 Minuten ausgedehnt.
1901 erwarb die Stadt Berlin den größten Teil des Aktienkapitals von sechs Millionen Mark und war ab 1903 schließlich alleiniger Eigentümer der Gesellschaft. Die BESTAG war damit de facto zu einem kommunalen Straßenbahnbetrieb geworden. Mit dem Ankauf wollte die Stadt einer Übernahme durch die GBS zuvorkommen, die dadurch ihre Vorrangstellung hätte weiter ausbauen können. Im gleichen Jahr stellte sie den Streckenabschnitt zwischen Behrenstraße und Hollmannstraße auf Oberleitungsbetrieb um.
Ab 1905 ging der Ausbau in beiden Teilnetzen weiter. Den Anfang bildet die Inbetriebnahme einer Strecke von Pankow aus über die Schönholzer Straße und Lindenstraße (heute Grabbeallee) zum Bismarckplatz (heute Pastor-Niemöller-Platz) in Niederschönhausen am 8. Mai 1905. Die bisher an der Pankower Kirche endenden Wagen fuhren nun über die Neubaustrecke. Zwei Tage später ging eine Anschlussstrecke vom Bismarckplatz zur Kreuzung Kaiserweg (heute Friedrich-Engels-Straße) Ecke Platanenweg in Betrieb, die von jedem zweiten Wagen der Linie, also im 20-Minuten-Takt angefahren wurde.
Die Endstelle in der Behrenstraße wurde am 15. März 1906 aufgegeben und in die Mauerstraße zurückversetzt. Die Wagen wendeten nun über eine Blockumfahrung, die von der Mauerstraße durch die Kanonierstraße (heute Glinkastraße) und Behrenstraße zurück zur Mauerstraße führte.
Am 22. Juli 1907 schloss die Gesellschaft einen Vertrag mit der Gemeinde Französisch-Buchholz zur Übernahme der gemeindeeigenen Pferdebahn ab. Der Vertrag beinhaltet neben der Übernahme der Strecke und der Betriebsrechte die Zusage zur Elektrifizierung der 3,3 Kilometer langen Bahn sowie zum Bau einer Verbindungsstrecke entlang der Damerowstraße zum Streckenanfang am Bahnhof Pankow-Heinersdorf. Die Fertigstellung erfolgte am 19. Dezember 1907. Die neu eingerichtete Linie verkehrte im Abstand von 35 Minuten zwischen Badstraße Ecke Prinzenallee nach Französisch-Buchholz, Kirche bei einer Fahrzeit von 29 Minuten. Der Pendelwagen in der Prinzenallee wurde dafür eingestellt. Am 15. Februar 1911 wurde sie wie die anderen Pankower Linien zur Mittelstraße verlängert und der Wagenabstand auf 20 Minuten verdichtet. Der Abschnitt in der Bellermannstraße wurde gleichzeitig stillgelegt.
Die Treptower Strecke wurde ab dem 1. September 1911 zwischen Wiener Brücke und Köpenicker Landstraße verlegt. Die Neubaustrecke führte entlang der Graetzstraße (heute Karl-Kunger-Straße) und Bouchéstraße, der Abschnitt in der Lohmühlenstraße sowie Am Schlesischen Busch wurde dafür aufgegeben. Für die bisher am Görlitzer Bahnhof endenden Wagen richtete die BESTAG in der Graetzstraße eine Kehranlage ein.
Der Niederschönhauser Zweig wurde am 23. Juni 1914 abermals verlängert. Die eingleisige Strecke führte ab der Endhaltestelle Platanenweg über die Wittenauer Straße (heute Friedrich-Engels-Straße) und dem Lübarser Weg (heute Quickborner Straße) zum Bahnhof Rosenthal an der Heidekrautbahn. Die bisher am Platanenweg endenden Wagen fuhren im Abstand von 20 Minuten nach Rosenthal, die Linie zum Bismarckplatz behielt ihre Linienführung bei und verkehrte lediglich zur Hauptverkehrszeit bis zum Platanenweg. 1915 entstand an der Endhaltestelle ein Gleisanschluss zum Gutshof Rosenthal, der bis 1917 existierte und dem Transport von Kartoffeln nach Berlin diente.
Bereits im ersten, nur fünfeinhalb Monate umfassenden Betriebsjahr betrug der Gewinn 97.001 Mark (entspricht heute etwa 817.000 EUR.). Sogar im Kriegsjahr 1918 konnte ein Überschuss in Höhe von 474.384 Mark erzielt werden (heute ca. 1.007.000 EUR).

### Verbindung der Teilnetze und Auflösung
| Verlauf | Wagen- folge | Länge (in km) |
| --- | ------------ | ------------- |
| Buchholz, Kirche – Buchholz, Blankenburger Weiche Pankow, Damerowstraße Ecke Mendelstraße – Pankow, Kirche – Lindentunnel – Görlitzer Bahnhof – Wiener Brücke – Treptow, Graetzstraße | 20 min       | 19,6          |
| (Buchholz, Blankenburger Weiche –) Pankow, Damerowstraße Ecke Mendelstraße – Pankow, Kirche – Lindentunnel – Görlitzer Bahnhof – Wiener Brücke – Treptow, Graetzstraße                | 20 min       | 17,6          |
| Rosenthal – Niederschönhausen, Platanenstraße – Niederschönhausen, Bismarckplatz – Mittelstraße Ecke Friedrichstraße                                                                  | 20 min       | 11,9          |
| (Niederschönhausen, Platanenstraße –) Niederschönhausen, Bismarckplatz – Mittelstraße Ecke Friedrichstraße                                                                            | 20 min       | 9,5           |
| Behrenstraße – Görlitzer Bahnhof – Wiener Brücke – Treptow, Rathaus | 10 min       | 9,9           |

Obwohl die innerstädtischen Endhaltestellen beider Teilnetze nur wenige hundert Meter voneinander entfernt lagen, war eine Verbindung nicht ohne weiteres möglich. Der Boulevard Unter den Linden, der dem Deutschen Kaiser und preußischen König unterstand, musste an einer geeigneten Stelle gequert werden. 1894 ging bereits eine Querung an der Oberfläche beim Städtischen Opernhaus in Betrieb, bei der kurz darauf anstehenden Elektrifizierung untersagte der Kaiser die Errichtung einer Oberleitung. Da sich die Querung mit Akkumulator- und später mit Unterleitungsfahrzeugen als unzureichend herausstellte, durfte die GBS den Abschnitt 1907 mit einer Einfachfahrleitung versehen. Weitere Querungen der Straße Unter den Linden sowohl an der Oberfläche als auch durch Tunnel-Projekte wiesen sowohl der Kaiser als auch der Berliner Polizeipräsident zurück. Stattdessen war nun die Unterquerung des Boulevards in Höhe der bestehenden Gleisanlagen vorgesehen. Die Stadt Berlin, die gleichermaßen eine Verbindung ihrer Straßenbahnlinien wünschte, übernahm daraufhin die Planungen für den neuen viergleisigen Tunnel. Dieser sollte gleichermaßen von den Linien der SSB und BESTAG sowie der GBS und ihren Nebenbahnen genutzt werden.
Der Bau des Lindentunnels dauerte von Mitte 1914 bis Dezember 1916 und wurde kurzzeitig durch die Auswirkungen des Ersten Weltkrieges unterbrochen. Am 17. Dezember 1916 erfolgte die Eröffnung des westlichen Tunnelteils, der die Verbindung beider Teilnetze der BESTAG bedeutete. Die aus Buchholz bzw. von der Damerowstraße kommenden Linien wurden ab Prinz-Friedrich-Karl-Straße über die Universitätsstraße und Dorotheenstraße durch den westlichen Tunnelteil zur Behrenstraße geführt, wo es weiter über die Markgrafenstraße in Richtung Graetzstraße ging. Die Linie Behrenstraße–Graetzstraße wurde daraufhin eingestellt.
Weitere Planungen sahen Neubaustrecken von Treptow und Neukölln nach Johannisthal vor. In der Plesser Straße sowie auf der Neuköllnischen Brücke hatte die BESTAG bereits die Gleise verlegen lassen, eine Umsetzung kam infolge des Ersten Weltkrieges nicht zustande.
Am 20. September 1919 erfolgte die Löschung der Aktiengesellschaft im Handelsregister und die Umwandlung in einen kommunalen Betrieb. Die Große Berliner Straßenbahn erfuhr an diesem Tag den gleichen Vorgang. Damit war die Voraussetzung für eine Verschmelzung von BESTAG, GBS und SSB zur Berliner Straßenbahn (BSt) geschaffen. Dieser Schritt wurde am 13. Dezember 1920 vollzogen.

### Weitere Entwicklung nach 1920

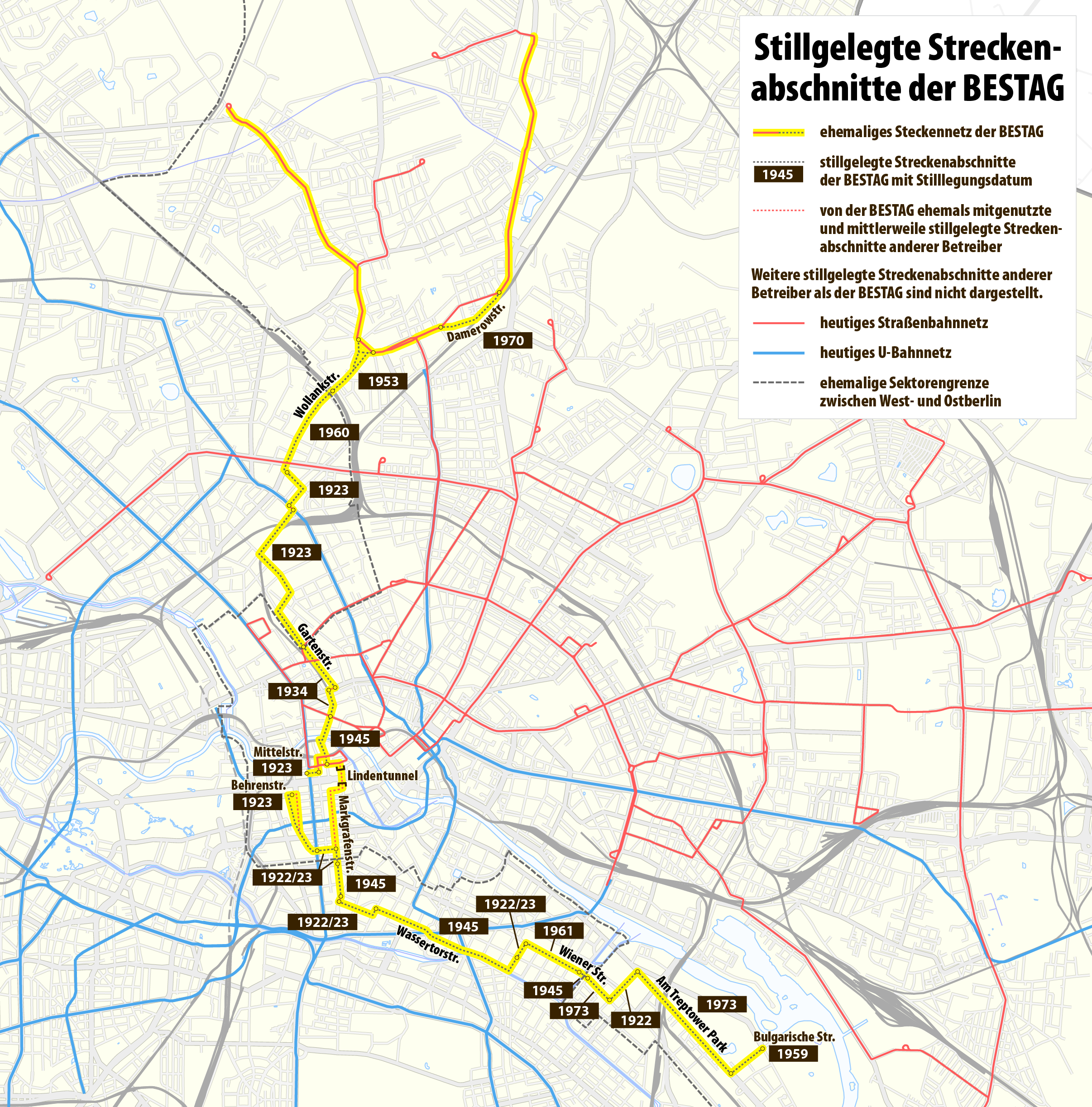
Entwicklung der BESTAG-Strecken nach 1920

Im Frühjahr 1921 erhielten die Linien der vormaligen BESTAG Nummern, wobei die in Buchholz und an der Damerowstraße endenden Linien zu einer zusammengefasst wurden:
- Linie 16: 0Behrenstraße – Treptow, Rathaus
- Linie 116: Buchholz, Kirche – Pankow, Damerowstraße – Treptow, Graetzstraße
- Linie 30: 0Mittelstraße – Niederschönhausen, Bismarckplatz
- Linie 130: Mittelstraße – Rosenthal

Im gleichen sowie im darauf folgenden Jahr wurden die Strecken und Fahrzeuge für den Betrieb mit Rollenstromabnehmern umgerüstet. Die steigende Inflation erschwerte jedoch zunehmend den Betrieb der BSt, so dass diese im Laufe des Jahres 1923 mehrere Linien verkürzte oder einstellte. Spätestens mit dem 9. September 1923, dem „straßenbahnlosen Tag“, entfiel ein Großteil der ehemaligen BESTAG-Strecken für den regulären Verkehr. Betroffen waren hiervon vor allem die aus Konzessionsgründen in Nebenstraßen angelegten Strecken. Im Einzelnen betraf dies den Abschnitt von der Bellermannstraße bis zur Prinz-Louis-Ferdinand-Straße mit Ausnahme der Hussitenstraße, den westlichen Tunnelteil des Lindentunnels einschließlich der Anschlussstrecke in der Behrenstraße und Markgrafenstraße, die Schleife Mauerstraße, den Abschnitt von der Hollmannstraße zur Kottbusser Brücke, einen kurzen Abschnitt in der Grünauer Straße sowie den übrigen Abschnitt von der Wiener Brücke bis Treptow. Ein Abschnitt in der Wassertorstraße, die Schleife Mauerstraße und die Verbindung von der Gartenstraße bis zur Prinz-Louis-Ferdinand-Straße gingen bald darauf wieder in Betrieb, die übrigen Streckenteile blieben ohne Verkehr und wurden spätestens zu Beginn der 1930er Jahre abgebaut. In Treptow wurde die Strecke in der Bouchéstraße aufgegeben und ein Rest als Kehranlage genutzt, die Züge nahmen stattdessen den Weg über die bereits gelegten Gleise in der Plesser Straße sowie eine von der ehemaligen Südlichen Berliner Vorortbahn gebaute Strecke in der Elsenstraße zur Köpenicker Landstraße.
Die übrigen von der BESTAG errichteten Innenstadtstrecken gab die BVG nach dem Ende des Zweiten Weltkrieges auf; der Verkehr über den Landwehrkanal war infolge der Zerstörung der Wiener Brücke ebenso nicht mehr möglich. Der Kanal bildete hier nun ferner die Grenze zwischen dem Amerikanischen und Sowjetischen Sektor. Am S-Bahnhof Wollankstraße grenzten der Sowjetische und der Französische Sektor aneinander. Der grenzüberschreitende Verkehr wurde an dieser Stelle am 15. Januar 1953 eingestellt und der Straßenbahnverkehr in der östlichen Wollankstraße aufgegeben, ein kurzes Stück diente seitdem noch für längere Zeit als Wendedreieck. Die Anbindung von Rosenthal und Buchholz an das Stadtzentrum erfolgt seitdem über die Berliner Straße und Schönhauser Allee.
Die Straßenbahnstrecke in der westlichen Wollankstraße und der Prinzenallee wurde am 2. Mai 1960 stillgelegt, die Anbindung der Wiener Brücke über die Wiener Straße folgte am 1. März 1961, der kurze Abschnitt in der Grünauer Straße am 29. September 1963. Auf der östlichen Seite verkehrten bis zum 13. Dezember 1959 noch Straßenbahnwagen in der Bulgarischen Straße. Die verbliebenen Streckenabschnitte in Treptow gaben die Berliner Verkehrsbetriebe schließlich am 14. Juli 1973 auf.

## Betrieb

### Signaltafeln
| Ziel                                                          | Farbe                                                                   |
| ------------------------------------------------------------- | ----------------------------------------------------------------------- |
| Prinzenallee Ecke Badstraße                                   | Weiß/Gelb                                                               |
| Pankow, Kirche                                                | Weiß/Rot (bis 1916) Rot/Gelb (ab 1916)                                  |
| Pankow, Damerowstraße Ecke Mendelstraße                       | Rot                                                                     |
| Buchholz, Blankenburger Weiche                                | Gelb/Ocker                                                              |
| Franz.-Buchholz, Kirche (bis 1914) Buchholz, Kirche (ab 1914) | Gelb                                                                    |
| Niederschönhausen, Bismarckplatz                              | Blau                                                                    |
| Niederschönhausen, Platanenstraße                             | Blau/Gelb (1907) Weiß/Blau (1909/10) Blau (1910/15) Blau/Gelb (1916/19) |
| Rosenthal                                                     | Gelb/Blau (bis 1916) Blau/Weiß (ab 1916)                                |
| Mittelstraße Ecke Friedrichstraße                             | Weiß                                                                    |
| Behrenstraße                                                  | Weiß                                                                    |
| Schützenstraße Ecke Friedrichstraße                           | Weiß                                                                    |
| Hollmannstraße                                                | Grün                                                                    |
| Kottbusser Brücke                                             | Blau/Weiß                                                               |
| Görlitzer Bahnhof                                             | Weiß (bis 1907) Blau (ab 1909)                                          |
| Treptow, Graetzstraße                                         | Blau (bis 1916) Rot/Gelb (ab 1916)                                      |
| Treptow, Rathaus                                              | Rot                                                                     |

In den Anfangsjahren bis etwa 1904/05 verwendeten die Linien farbige Signaltafeln zur Kennzeichnung. Die Linie Behrenstraße–Treptow hatte grüne Signaltafeln, die Linien Behrenstraße–Görlitzer Bahnhof und Mittelstraße–Pankow hatten weiße Tafeln. Danach wurden lediglich die einzelnen Endhaltestellen mit jeweils unterschiedlichen Zielschildern gekennzeichnet, nicht jedoch die Linien. Es gab ein- und zweifarbige Schilder, wobei letztere in der Regel diagonal von links unten nach rechts oben unterteilt waren.
Liniennummern wurden teilweise in den Fahrplanheften angegeben, jedoch war ihre Verwendung häufigen Änderungen unterworfen.
Die Berliner Straßenbahn führte im Frühjahr 1921 Liniennummern auf den vormaligen Linien der BESTAG ein.

### Tarife
Die BESTAG erhob für die beiden Betriebsteile zunächst unterschiedliche Tarife, die bei der Verbindung 1916 zusammengeführt wurden.
Auf den Pankower Linien galt ab Eröffnung der 10-Pfennig-Einheitstarif. Dieser wurde auch nach der Übernahme der Buchholzer Straßenbahn beibehalten. Mit der Verlängerung der Buchholzer Linie zur Mittelstraße wurde für die gesamte Strecke dieser Linie ein Fahrtpreis von 15 Pfennig erhoben, die Teilstrecken von der Mittelstraße zur Damerowstraße sowie von der Badstraße nach Buchholz kosteten 10 Pfennig. Das gleiche Schema kam bei der Verlängerung nach Rosenthal zur Anwendung: Die Gesamtstrecke kostete 15 Pfennig, die Teilstrecken Mittelstraße-Platanenstraße und Badstraße-Rosenthal 10 Pfennig.
Auf den Treptower Linien galt, bedingt durch die Länge, ein gestaffelter Tarif, der zur Eröffnung zunächst einen Fahrtpreis von 30 Pfennig für die gesamte Strecke vorsah. Der Winterfahrplan desselben Jahres, der mit der Verlängerung zur Behrenstraße herauskam, sah dann einen Gesamtpreis von 25 Pfennig vor mit Teilstrecken zu 20, 15 und 10 Pfennig. Dieser Tarif wurde im Mai 1898 ebenfalls durch einen 10-Pfennig-Einheitstarif abgelöst.
Über das Tarifsystem ab Dezember 1916 bis 1919 liegen keine Angaben vor. Nach Einführung der Beförderungssteuer schloss der Zweckverband Groß-Berlin Mitte 1919 mit den meisten Straßenbahnbetrieben neue Tarifverträge ab, die in der Regel einen Einheitstarif von 12,5 Pfennig vorsahen, so auch mit der BESTAG. Der Einzelfahrschein kostete nunmehr 15 Pfennig, Doppelfahrscheinen hingegen 25 Pfennig, Sammelkarten zu acht Fahrten kosteten 1,00 Mark. Inflationsbedingt wurde der Einheitstarif noch im selben Jahr auf 20 Pfennig erhöht (Doppelfahrscheine zu 35 Pfennig, Sammelkarten zu 1,40 Mark). Nach 1920 galt dieser bereits vereinheitlichte Tarif auf den meisten Linien der Berliner Straßenbahn.

### Strecken

Da die BESTAG und GBS verschiedene Fahrleitungsanlagen aufwiesen, wurden auf gemeinschaftlich genutzten Streckenabschnitten teilweise zwei Oberleitungen in unterschiedlicher Höhe nebeneinander gespannt, um 1912

Die Strecken der BESTAG waren mit Ausnahme der Abschnitte Bismarckplatz–Rosenthal und Bahnhof Pankow-Heinersdorf–Buchholz sowie dem beschriebenen Abschnitt in der Wollankstraße durchgehend zweigleisig ausgebaut. Im Jahr 1916 betrug die Länge der eingleisigen Strecken 7,22 Kilometer, die der zweigleisigen Strecken 19,60 Kilometer, zusammen also 26,82 Kilometer. Die Gleislänge wird für diesen Zeitpunkt mit 48,98 Kilometern angegeben. Die Stromabnahme von der Oberleitung erfolgte mittels Bügelstromabnehmer, wie sie auch die Städtischen Straßenbahnen verwendeten. Im Gegensatz dazu verwendeten die GBS und ihre Tochtergesellschaften Rollenstromabnehmer. Die Betriebsspannung lag bei 500 bis 550 Volt.
An mehreren Stellen des Netzes kam es zu Berührungspunkten zwischen den Strecken der BESTAG und der GBS sowie der SSB, vereinzelt auch zur Mitnutzung der Strecken des jeweils anderen Betreibers. Während die betroffenen Stellen mit der SSB betrieblich keine Probleme mit sich brachten, sah dies beim Aufeinandertreffen von BESTAG und GBS anders aus. Auf kürzeren Abschnitten wurden die Gleise gemeinsam genutzt, in der Lindenstraße und der Markgrafenstraße bestanden hingegen bis etwa 1905 viergleisige Anlagen zur getrennten Betriebsführung. Die Oberleitung auf diesen Abschnitten war überwiegend so eingerichtet, dass ein Mischbetrieb zwischen beiden Stromabnehmertypen erfolgen konnte. Vereinzelt, wie etwa in der Charlottenstraße, wurden aber auch zwei Fahrleitungen gespannt, eine etwas höher gespannte für Rollenstromabnehmer sowie eine tiefer verlaufende für Bügelstromabnehmer.
Die Stromversorgung oblag an den Kreuzungen jeweils einem der beiden Betreiber, wobei die Fahrleitungen vor und hinter der jeweiligen Kreuzungen mit Streckentrennern unterbrochen wurden. Die Wagen der Gesellschaft, die nicht den Strom der betroffenen Kreuzung lieferte, befuhren diese mit ausgeschaltetem Fahrschalter.
Die nachfolgenden Tabellen geben eine Übersicht über die von der BESTAG befahrenen Strecken anderer Gesellschaften (links) sowie die Strecken der BESTAG, auf denen zeitweise Linien fremder Betreiber verkehrten. Vor allem die GBS musste ab 1914 mehrere Linien umleiten, um den Bau der Nordsüd-Bahn (heutige U6) nicht zu behindern.
| Abschnitt                                                           | Betrieb |
| ------------------------------------------------------------------- | ------- |
| Badstraße                                                           | GBS     |
| Elsässer Straße                                                     | GBS     |
| Prinz-Louis-Ferdinand-Straße – Charlottenstraße                     | GBS     |
| Universitätsstraße                                                  | SSB     |
| Dorotheenstraße                                                     | BCS     |
| Lindentunnel – Behrenstraße – Markgrafenstraße (bis Schützenstraße) | SSB     |
| Kanonierstraße (nur ein Gleis)                                      | GBS     |
| Mauerstraße (zw. Leipziger Straße und Kanonierstraße)               | GBS     |
| Lindenstraße                                                        | GBS     |

| Abschnitt                                                                                              | Betrieb | seit          |
| --- | ------- | ------------- |
| Hussitenstraße (zw. Grenzstraße und Voltastraße)                                                       | SSB     | 1. Jul. 1908  |
| Gartenstraße (zw. Bernauer Straße und Invalidenstraße)                                                 | SSB     | 1. Jul. 1908  |
| Artilleriestraße (ab Oranienburger Straße) – Ebertbrücke – Prinz-Friedrich-Karl-Straße – Georgenstraße | GBS     | 3. Jan. 1914  |
| Artilleriestraße – Ebertbrücke – Prinz-Friedrich-Karl-Straße                                           | SSB     | 17. Dez. 1916 |
| Mauerstraße (zw. Leipziger Straße und Krausenstraße)                                                   | GBS     | 6. Mär. 1914  |
| Markgrafenstraße (zw. Schützenstraße und Lindenstraße)                                                 | SSB     | 10. Mai 1913  |
| Hollmannstraße (zw. Lindenstraße und Alte Jakobstraße)                                                 | SSB     | 10. Mai 1913  |
| Grünauer Straße                                                                                        | GBS     | 2. Apr. 1903  |
| Grünauer Straße                                                                                        | SSB     | 20. Dez. 1912 |

### Fahrzeuge

#### Entwicklung des Wagenparks

Triebwagen 32 im Ursprungszustand mit offenen Seiten, 1896

Triebwagen 32 nach dem Umbau zum geschlossenen Wagen, um 1908

Bis zur Vereinigung im Dezember 1916 kamen auf beiden Betriebsteilen unterschiedliche Fahrzeugtypen zum Einsatz, die auch nicht untereinander getauscht wurden. Die Wagennummern 1 bis 9 wurden zudem vorübergehend bei beiden Teilnetzen vergeben.
Die acht Triebwagen, mit denen 1895 der elektrische Straßenbahnverkehr aufgenommen wurde, hatten eine Leistung von 15 Kilowatt. Der Wagenkasten ruhte auf einem relativ kleinen Fahrgestell und hatte je Seite vier annähernd quadratische Fenster. Abgeschlossen wurde der Kasten von einem Laternendach. Wagen 1 oder Wagen 8 wurde 1897/98 ausgemustert, die übrigen erhielten zwischen 1911 und 1916 die neuen Wagennummern zwischen 141 und 148. Bis 1920 wurden alle Fahrzeuge mit Ausnahme der Wagen 142 und 143 ausgemustert, letztere waren ab 1921 als Arbeitswagen A22 und A23 bis 1923 im Einsatz.
Der Pankower Triebwagen 9 war ein Einzelgänger. Der Wagen ähnelte im Aufbau den Triebwagen der Treptower Serie 1–30, war aber für den gemischten Einsatz mit Akkumulatoren und Oberleitung vorgesehen. Bedingt durch die Masse der Akkumulatoren war er mit zwei sehr kurzen, zweiachsigen Drehgestellen ausgerüstet. Das Fahrzeug war zu Versuchszwecken auf dem Pankower Zweig im Einsatz und wurde 1899 nach Budapest abgegeben. Anderen Angaben zufolge umfasste der Pankower Zweig ab Beginn neun baugleiche Triebwagen. Hiernach sollte der Pankower Triebwagen 9 bis 1916 die Nummer 149 erhalten haben und von 1920 bis 1923 als Arbeitswagen A35 eingesetzt worden sein. Es gibt Berichte, wonach dieser Arbeitswagen vierachsig war, so dass die Annahme besteht, dass das Fahrzeug nach einiger Zeit aus Budapest zurückkehrte oder nie dort verkehrte.
1899 vergrößerte sich der Pankower Wagenpark um 32 Triebwagen sowie jeweils 20 baugleiche Beiwagen und Sommerbeiwagen mit Mittelgang. Die Fahrzeuge verfügten wiederum über offene Plattformen. Die Triebwagen wurden 1924 zu Beiwagen umgebaut und waren zusammen mit den baugleichen Beiwagen noch bis 1929 im Einsatz. Die Sommerwagen wurden bereits 1925 ausgemustert.
Der Treptower Betriebsteil verfügte anfangs über einen größeren und vielfältigeren Wagenpark. Um den Besucherandrang zur Gewerbeausstellung zu bewältigen, wurden von Beginn an Beiwagen eingesetzt. Neben 30 geschlossenen Triebwagen waren zehn baugleiche Beiwagen, sieben Sommertriebwagen, 19 Sommerbeiwagen und 16 gebrauchte Pferdebahnwagen anzutreffen. Die Plattformen dieser Fahrzeuge waren offen. Die Triebwagen waren anfangs für den gemischten Betrieb mit Ober- und Unterleitung ausgelegt. Zwei Sommertriebwagen wurden 1899 in die Vereinigten Staaten verkauft. Die übrigen Sommertriebwagen erhielten zwischen 1901 und 1903 geschlossene Seitenwände. Die Sommerbeiwagen wurden zeitgleich mit einem Mittelgang ausgestattet. Die Pferdebahnwagen waren bis 1908 im Einsatz und wurden anschließend ausgemustert. Die umgebauten Triebwagen waren ab 1916 als Arbeitswagen unterwegs, ihr weiterer Verbleib ist unklar. Die übrigen Wagen wurden von der Berliner Straßenbahn übernommen und zwischen 1925 und 1927 ausgemustert.
1907 übernahm die BESTAG drei bei der Pferdebahn der Gemeinde Französisch-Buchholz eingesetzte Pferdebahnwagen als elektrische Beiwagen. Die Fahrzeuge kamen gebraucht aus Hamburg und wurden 1911 ausgemustert.
Der Betrieb beschaffte 1911 für den Pankower Betriebsteil bei den Fahrzeugwerkstätten Falkenried acht Maximum-Triebwagen und für den Treptower Betriebsteil zehn passende Beiwagen. Die Straßenbahnen der Stadt Berlin setzten baugleiche Fahrzeuge seit 1908 ein. Die auffälligsten Unterschiede bestanden im Aufbau der Drehgestelle der Triebwagen. Die Maximum-Triebwagen erhielten 1924 die Berliner Einheitsplattformen und wurden ab 1934 als TDS 08/24 geführt. Die letzten Fahrzeuge der Serie wurden 1969 ausgemustert und teilweise in das Reko-Programm mit einbezogen. Die Beiwagen wurden 1924 zu Triebwagen umgebaut und erhielten 1934 die Typenbezeichnung T 08/24. Die nach 1949 in West-Berlin verbliebenen Fahrzeuge wurden 1951 aus dem Linienverkehr abgezogen, drei Triebwagen dienten bis 1962 als Arbeitswagen. Die BVG-Ost gab ihre beiden Triebwagen 1959 nach Cottbus und Dessau ab.
Mit der Eröffnung des Lindentunnels und der Verbindung beider Betriebsteile beschaffte die BESTAG im Jahr 1916 zehn siebenfenstrige Triebwagen. Die Wagen verfügten über vollständig geschlossene Plattformen. Eine Lieferung von weiteren zehn Triebwagen kam infolge des Krieges erst 1921 unter der Regie der Berliner Straßenbahn zustande. Sie erhielten 1934 die Typenbezeichnung TF 21 S. Die BVG-West baute ihre neun Triebwagen in den Jahren 1955/56 zu Arbeitswagen um, die letzten wurden 1967 ausgemustert. Die BVG-Ost gab von ihren elf Triebwagen sieben Fahrzeuge nach Plauen, Strausberg, Karl-Marx-Stadt und Magdeburg ab, die übrigen vier wurden bis 1959 ausgemustert. Triebwagen 4304 war gleichzeitig das erste normalspurige Fahrzeug in Karl-Marx-Stadt, er fuhr dort als Arbeitstriebwagen mit der Nummer 1076. Ein Triebwagen befindet sich Deutschen Technikmuseum Berlin. Ein weiteres Fahrzeug steht in der Wagenhalle Schmöckwitz, es wurde bei einem Brand 2008 stark beschädigt.

#### Tabellarische Übersicht
Die nachfolgende Tabelle gibt eine Übersicht über die bei der BESTAG eingesetzten Trieb- und Beiwagen. Die Fahrzeuge sind nach ihrer ersten Wagennummer und nicht nach Baujahr sortiert. Zusätzlich werden der Hersteller und Informationen zum Werdegang nach 1920 angegeben. In der Spalte Betriebsteil wird nach den Betriebsteilen Pankow und Treptow unterschieden. Bei den 1916 ausgelieferten Triebwagen wird auf diesen Eintrag verzichtet, da sie von Beginn an durchgehend verkehrten.
| Baujahr     | Hersteller                   | Nummern (bis 1920) | Betriebs- teil | Nummern (ab 1920)   | Verbleib | Bild                                                              |
| Triebwagen  | Triebwagen                   | Triebwagen         | Triebwagen     | Triebwagen          | Triebwagen | Triebwagen                                                        |
| ----------- | ---------------------------- | ------------------ | -------------- | ------------------- | --- | ----------------------------------------------------------------- |
| 1895        | Van der Zypen & Charlier     | 1–8                | Pankow         |                     | 1916 in Tw 141–148 umgezeichnet; 1920 Umbau Tw 142 und 143 zu A22 und A23; 1923 ausgemustert; übrige bis 1920 ausgemustert | Triebwagen 1 (Pankow)                                             |
| 1895        | Van der Zypen & Charlier (?) | 9                  | Pankow         |                     | 4×-Versuchswagen für gemischten Oberleitungs- und Akkumulatorbetrieb; 1899 nach Budapest abgegeben; | Triebwagen 9 (Pankow)                                             |
| 1896        | Van der Zypen & Charlier     | 01–30              | Treptow        | 4230–4253           | 1924 Umbau Tw 4246+4252 zu Bw 1775+1776; 1925/27 ausgemustert | Triebwagen 9 (Treptow)                                            |
| 1896        | Görlitz                      | 31–37              | Treptow        |                     | Sommerwagen; 1898/99 Tw 36+37 in die USA verkauft; 1901/03 Tw 31–35 mit geschlossenen Fenstern; 1916 bis 1918 als Arbeitswagen | Triebwagen 37                                                     |
| 1899        | Falkenried                   | 101–132            | Pankow         | 4254–4285           | 1924 Umbau in Bw 1777–1808; 1929 ausgemustert | Triebwagen 118                                                    |
| 1911        | Falkenried                   | 133–140            | Pankow         | 5432–5439           | Maximum-Triebwagen; 1927 in Tw 5315II–5322II umgezeichnet; Tw 5316II+5318II zu BVG-Ost, 1969 ausgemustert (Reko Tw 5126+5127); übrige zu BVG-West, 1955 ausgemustert | Triebwagen 137                                                    |
| 1916 (1921) | Falkenried                   | 220–229 (230–239)  |                | 4286–4295 4296–4305 | 1921 Nachbestellung von 10 Tw durch die BSt; neun Tw zu BVG-West, ab 1955/56 als Arbeitswagen (H18, H19, A391–A397), bis 1967 ausgemustert; Tw 224 als HTw 223 in der Monumentenhalle des DTMB erhalten; elf Tw zu BVG-Ost; Tw 4292, 4299 1959 nach Magdeburg (ABw 718, 719); Tw 4301 1957 nach Plauen (Tw 55II); Tw 4302, 4305 1957 nach Strausberg (Tw 2II, 8II), Tw 2II 1966 ausgemustert; Tw 8II als Tw 4305 1980 zurück nach Berlin und bei Brand 2008 beschädigt; Tw 4303, 4304 nach Karl-Marx-Stadt (Tw 1076, Bw 938) | Triebwagen 223 (ex 224) im Deutschen Technikmuseum Berlin         |
| Beiwagen    |                              |                    |                |                     | |                                                                   |
| 1896        | Falkenried                   | 38–56              | Treptow        | 1666–1684           | Sommerwagen; 1901 mit Mittelgang versehen; 1925 ausgemustert | Beiwagen 48                                                       |
| 1896        | Falkenried                   | 57–66              | Treptow        | 1685–1694           | 1924 in Bw 1715–1724 umnummeriert; 1925 ausgemustert | Beiwagen 62                                                       |
|             | Falkenried                   | 67–82              | Treptow        |                     | Pferdebahnwagen; 1896 aus Hamburg übernommen; 1908 verkauft |                                                                   |
| 1911        | Falkenried                   | 83–92              | Treptow        | 1715–1724           | 1924 Umbau zu Tw 3251II–3260II; Tw 3252II (ex 84) Kriegsverlust; Tw 3257II+3260II zu BVG-Ost; Tw 3257II (ex 89) 1956 nach Cottbus (Tw 41), 1968 ausgemustert; Tw 3260II (ex 92) 1959 nach Dessau (Tw 38III), 1964 ausgemustert; übrige zu BVG-West; Tw 3254II, 3258II+3259II (ex 86, 90, 91) 1951 zu A364, A358 (1952 = A408), A365, 1961/62 ausgemustert; übrige 1951 ausgemustert | Beiwagen 89 der Städtischen Straßenbahnen Berlin vom gleichen Typ |
| 1899        | Falkenried                   | 150–169            | Pankow         | 1695–1714           | Beiwagen passend zu Tw 101–132; bis 1929 ausgemustert | Beiwagen 169                                                      |
| 1880        |                              | 170–172            | Pankow         |                     | ex Franz.-Buchholz; 1911 ausgemustert | Beiwagen 4 (?) der Buchholzer Pferdebahn                          |
| 1899        | Falkenried                   | 200–219            | Pankow         | 1725–1744           | Sommerwagen; 1925 ausgemustert | Beiwagen 210                                                      |

### Betriebshöfe
Die Straßenbahnen wurden auf insgesamt fünf Betriebshöfen unterhalten, drei befanden sich im Pankower, zwei im Treptower Betriebsteil. Mit Ausnahme des Betriebshofes in der Brehmestraße bestanden alle Anlagen bei der Übernahme durch die BSt 1920.

#### Betriebshof Brehmestraße

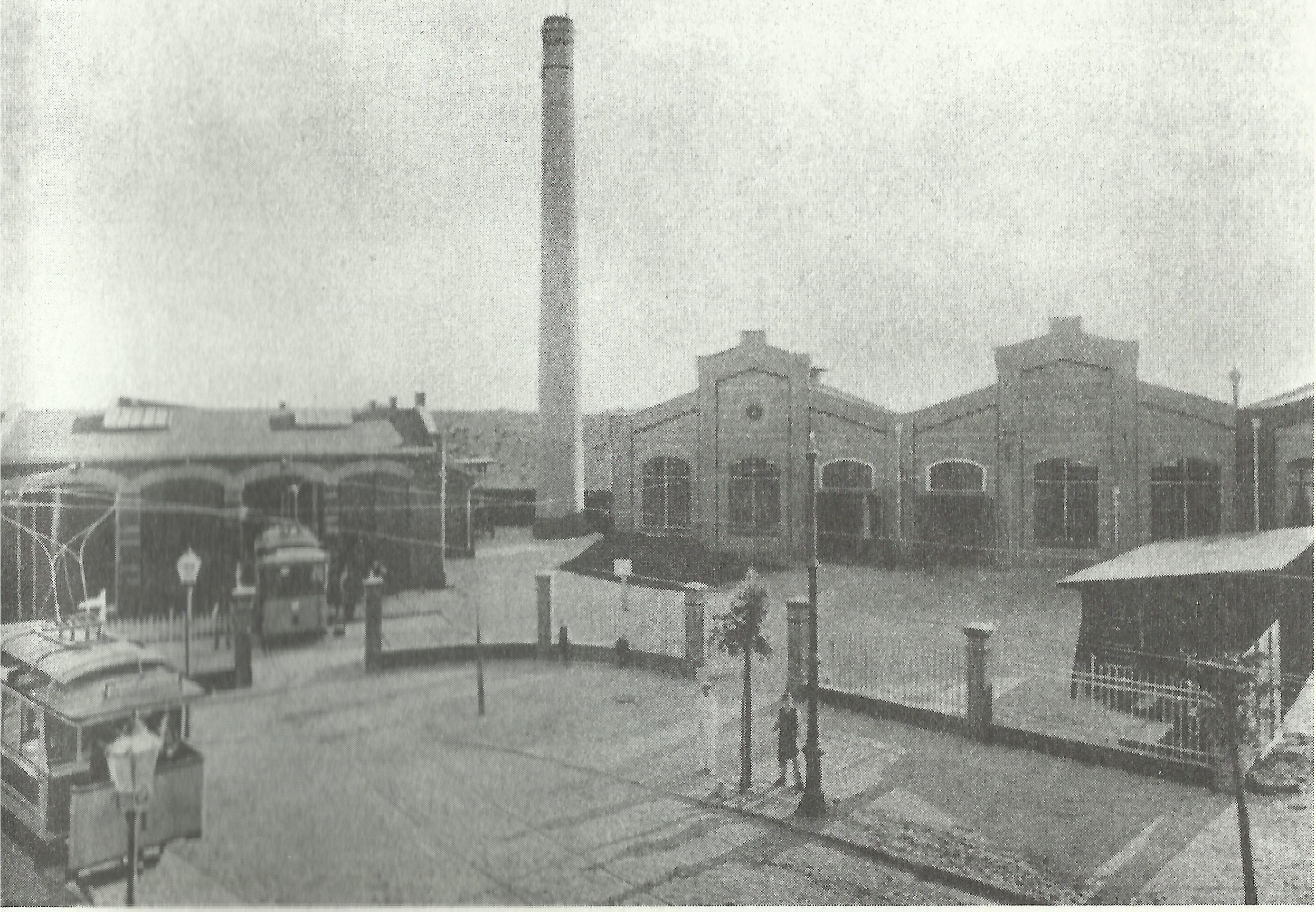
Betriebshof Brehmestraße mit angeschlossenem Kraftwerk, um 1900

Der älteste Betriebshof der Siemensbahn befand sich an der Brehmestraße und war über eine Stichstrecke von der Wollankstraße aus zu erreichen. Er verfügte über eine viergleisige Wagenhalle, wobei die Gleise 2 und 4 direkt angeschlossen waren, die anderen beiden Gleise jedoch nur über eine Schiebebühne. Der Wagenboden der Halle lag anderthalb Meter unter den Gleisen, die auf eisernen Stützen ruhten. Hinter der Halle lagen einerseits eine Werkstatt und andererseits eine zweigleisige Freiluft-Abstellanlage. Seitlich angeschlossen an die Halle waren die Betriebsräume.
Auf dem Gelände befand sich ferner ein Kraftwerk zur Stromversorgung der Bahn. Dampf- und Dynamomaschinen waren als Reserve in zweifacher Ausführung vorhanden. Die Verbunddampfmaschinen gaben die erbrachte Leistung direkt an die Dynamomaschinen weiter, welche dann den benötigten Fahrstrom erzeugten. Die Speisung der Kessel erfolgte über eine auf dem Hof befindliche Brunnenanlage.
Der Betriebshof wurde von 1895 bis 1901 genutzt und 1903 verkauft.

#### Betriebshof Damerowstraße
Der Betriebshof Damerowstraße wurde 1901 errichtet, da nach der Beschaffung weiterer Fahrzeuge kein Platz mehr an der Brehmestraße bestand. Der Hof hatte Platz für insgesamt 93 Wagen. Er wurde 1920 von der Berliner Straßenbahn als Hof XVIII übernommen und kurz darauf geschlossen. 1936 wurde an der Straßenfront ein Wohnblock errichtet.

#### Wagenhalle Französisch-Buchholz
Für die Buchholzer Linie entstand nach der Übernahme durch die BESTAG ein kleines Depot in der Gravensteinstraße, das auf einer Fläche von 620 Quadratmetern Platz für drei Wagen bot. Es wurde nach dem Übergang zur Berliner Straßenbahn geschlossen und wird heute von der Freiwilligen Feuerwehr Buchholz genutzt.

#### Betriebshof Köpenicker Landstraße

Betriebshof Köpenicker Landstraße, 1900

Der Betriebshof Köpenicker Landstraße in Treptow wurde mit Inbetriebnahme der Treptower Linie am 15. April 1896 eröffnet. Er verfügte über zwei Hallenbauten mit Platz für 75 Wagen, von denen die vordere als Wagenhalle und die hintere als Werkstatt diente; zwischen beiden Halle war eine Schiebebühne installiert, wodurch die Wagen die Gleise wechseln konnten. Seitlich der Hallen befanden sich auf der Südseite zwei Gleise auf der nördlichen Seite ein Gleis. Die Hallen selbst hatten je acht Gleise mit Platz für je fünf bis sechs Wagen. Das Gelände wurden von Kleingartenanlagen eingefasst. Nach 1920 wurde er zunächst als Hof XXI weitergeführt und diente als Abstellplatz für nicht mehr benötigte Wagen.
Ab 1925 diente das Gelände zur Überholung und Überarbeitung diverser Straßenbahntypen. Neben Umbauten durch die Nationale Automobil-Gesellschaft wurden hier unter anderem die HAWA-Wagen und die Triebwagen der Flachbahn überholt.
1931 fiel die Werkstatthalle einem Großbrand zum Opfer. Zwei Jahre später wurden die Gleisanschlüsse zur Wagenhalle beim Ausbau der Köpenicker Landstraße entfernt, lediglich die südlichen Außengleise blieben zur Entleerung von Saugwagen bestehen. Die Halle selbst diente danach vermutlich der Aufarbeitung von Omnibussen.
Im Zweiten Weltkrieg wurde die Halle von Bombentreffern zerstört und anschließend abgetragen. Das Gelände wurde seitdem ebenfalls für kleingärtnerische Zwecke genutzt.

#### Wagenhalle Kottbusser Ufer
Am Kottbusser Ufer 20–22 nutzte die BESTAG ab Mai 1903 eine Wagenhalle mit Bahnmeisterei zum Abstellen von Beiwagen und Loren. Die Halle befand sich unweit der Grünauer Straße und war in hölzerner Bauweise errichtet. Sie maß etwa 28 × 18,5 Meter und hatte Platz für zwölf Wagen auf vier Gleisen. Die Beiwagen wurden in der verkehrsschwachen Zeit an der Kreuzung Kottbusser Ufer, Ecke Grünauer Straße abgehängt und in die Halle geschleppt. Als Schlepper diente ein Triebwagen der Pankower Serie 1–8. Die BESTAG nutzte das Gelände bis etwa 1920, danach diente das Grundstück 19–20 den Berliner Entwässerungswerken für eine Pumpstation sowie das Grundstück 21–22 der BEWAG für den Neubau eines Abspannwerkes.